# 周皇后 (明朝)
周皇后（1611年5月10日—1644年4月24日），父為周奎。崇祯帝皇后，明朝灭亡时自缢身亡。清朝初諡孝敬端皇后，又改諡莊烈愍皇后。南明朝廷諡孝節烈皇后。

## 生平
周氏出生于万历三十九年三月二十八日子時（1611年5月10日）。籍貫原為蘇州，之後舉家遷往順天府大兴县，家境清貧，母親丁氏，父親是算命人兼赤脚医生，周氏年幼時，就已经展现出惊人的美貌和柔婉的个性，深得家人的喜爱，被奉为掌上明珠，有一次被文士陈仁锡瞧见，陈仁锡惊叹周氏的美貌，对她的父亲说，“君女天下贵人。”陈仁锡便教授周氏《资治通鉴》和经史之书，因此，周氏知书达礼，颇通文墨。
天启六年（1626年），信王朱由檢“出府成婚”。六月壬辰日，明廷为信王选妃。年十六的周氏被选为信王妃。周氏端莊美丽，肌肤洁白如玉，国色。《崇祯宫词》记载她：“皇后颜如玉，不事涂泽”。史料记载，朝廷为当时为信王选妃时，张皇后認為周氏並不適合，因为她年紀最小，体质也瘦弱，然而劉昭妃卻在這三位应选的美女裡，看中周氏，对张皇后说：“周氏现在虽弱小，以后必然要长大的”，于是周氏被选中。閏六月，欽天監奏信王婚禮，擇十一月二十五日卯時搬移。十二月初十日午時，尚冠。十六日，納征發冊。二十二日，安床。天启七年正月二十七日，開面。二月初三卯時，信王親迎，婚礼完成。同年（1627年）八月，明熹宗駕崩而無子嗣，遺詔由五弟信王入繼大統。信王即位是為崇祯帝，而周氏也成為皇后。

### 後宮
周皇后個性嚴慎，和崇祯帝之間的感情很好，生下三子三女。而除周皇后以外，崇祯帝還有兩位寵妃——田皇貴妃（时为貴妃）和袁貴妃（时为淑妃）。袁貴妃在周皇后面前處處謙退，對宮中內外皆謹慎以待，因而和周皇后相處融洽，但最受寵的田貴妃，雖然藝壓群芳，但不曾討好周皇后，對待周皇后也不向袁貴妃一般謙慎，因而周皇后和田貴妃之間經常是一觸即發，而身為執掌六宮的皇后，周皇后亦常借助宮中禮法來使田貴妃難堪。
崇禎某年正月元旦，依明宮慣例，宮中嬪妃都需在元旦當天至交泰殿向皇后朝賀，田貴妃也不例外，當田貴妃所乘坐的翟車停在交泰殿殿簷下後，周皇后雖然獲通報，得知田貴妃正在殿外準備向自己朝賀，卻故意不傳旨召田貴妃進殿。
當時正值嚴冬，殿外風雪交加又天寒地凍，周皇后也可降旨取消朝賀禮，但被拒於殿外的田貴妃，只能在風雪中繼續等待周皇后召見。一段時間後，袁貴妃也來到交泰殿外，經通報後立即獲准進殿，且和周皇后相言甚歡。許久，待袁貴妃離去後，周皇后才宣田貴妃進殿，行朝賀禮時，周皇后沉著臉不發一語，田貴妃行完禮後只能默默退下。
事後，田貴妃回到承乾宮中，向皇帝哭訴周皇后的冷遇，聞後怒不可遏的崇祯帝便來到交泰殿與周皇后理論，然而理论不成，崇祯帝就一下子将周皇后推倒在地。周皇后本来就身体瘦弱．从来不曾受此屈辱，遂数日卧床不起，甚至绝食闹自尽。崇祯帝马上就感到很后悔，便命宦官赐给她一床貂皮褥子，并问候起居。周皇后这才勉强开始进食。為了維護周皇后的尊嚴，崇祯帝便命田貴妃出居啟祥宮反省過錯。且整整三個月不再召田貴妃侍寢。
同年春日，崇祯帝和周皇后一同在永和宮賞花，由於永和宮旁便是田貴妃往昔居住的承乾宮，周皇后因此想起許久不見的田貴妃，便請崇祯帝召田貴妃一同賞花，崇祯帝聞後漠然不語，這時周皇后對崇祯帝說以前這樣對待田貴妃，只是為了折一折她的傲氣，既是為她好，也是為大明江山社稷著想，並沒有私人恩怨，但崇祯帝還是不肯答應。周皇后便命宮女用車去將田貴妃迎來，而田貴妃來了以後，周皇后與之相言甚歡，彷彿什麼事都沒發生過，使得崇祯帝更加佩服周皇后的心胸。

### 明亡
崇禎十七年三月十八日（4月24日）清晨，李自成率軍攻陷京城，崇祯帝欲召見文武大臣決定御駕親征，但無人前來，崇祯帝便決定出逃，但當崇祯帝帶著總管太監王承恩及最後僅存的一批太監，決定由正陽門出奔時，看見正陽門上掛著三個白燈籠，便決定返回內宮。
當晚，紫禁城被攻陷，李自成的軍隊湧入紫禁城中，消息傳來後，身處後宮的崇祯帝對周皇后說道：「大勢已去。」
周皇后難過的說道：「臣妾服侍陛下已經十八年了，至些年來臣妾曾勸戒過陛下，但陛下不聽，才會有今日啊！」說完便抱著皇太子朱慈烺和皇次子朱慈炯痛哭。
之後崇祯帝將連同皇太子在內的三個兒子分別托付给三名太监，命送到勳戚周奎（周皇后之父）、田弘遇（田貴妃之父）家中，然後命周皇后、袁貴妃自盡（寵妃田貴妃已在前一年病逝）。周皇后領命後，便回到自己的寢宮坤寧宮上吊自殺身亡，年约35岁。
幾天以後，3月21日叛軍發現了在景山上吊自盡的崇祯帝屍首，於是連同周皇后的遺體一同移出紫禁城，在東華門外示眾。4月4日，命昌平州吏趙一桂等人將崇祯帝與周皇后的遺體葬入田貴妃的園寢之中。入關後的清朝以「帝體改葬，令臣民為服喪三日，諡曰端皇帝，陵曰思陵。」，而周皇后也被追諡為孝敬貞烈慈惠莊敏承天配聖端皇后。
順治十六年十一月，以“興朝諡前代之君，禮不稱宗”為由，去懷宗廟號，改諡莊烈愍皇帝，周皇后隨之改諡莊烈愍皇后，而南明則追諡為孝節貞肅淵恭莊毅奉天靖聖烈皇后。

## 延伸阅读
[在维基数据编辑]
 《明史卷一百一十四》，出自《明史》